# 위즈 (프로게이머)
위즈(본명: 나유준, 1998년 4월 23일 ~ )는 대한민국의 리그 오브 레전드 프로게이머로 포지션은 정글이다. 아이디는 Wiz이며 현재 카붐! e스포츠 소속이다.

## 선수 생활
2017년 2월, 팀 배틀코믹스에 입단하면서 프로 커리어를 시작했다. 스프링 시즌 좋지 못한 모습을 보여주었다. 2017년 5월, 팀에서 퇴단했다.
2018시즌을 앞두고 콩두 몬스터에 입단했다. 콩두에서는 서브 선수로 활동했다.
2019시즌을 앞두고 VSG에 입단했다. 하지만 입단 1달만인 2019년 1월, 팀에서 퇴단했다.
2019년 5월, 1907 페네르바흐체 e스포츠에 입단했다. 2019년 7월, 팀에서 퇴단했다.
2020시즌을 앞두고 카붐! e스포츠에 입단했다. 스플릿 1에서 팀의 우승에 기여했다.
2020년 5월, 페인 게이밍에 입단했다.
2021년 1월, 아르헨티나 지역 리그 팀인 언데드 게이밍에 입단했다.
2022시즌을 앞두고 카붐! e스포츠에 입단했다.

## 소속팀
| # | 팀명                      | 소속 기간             | 소속 리그 | 비고 |
| - | ------------------------- | --------------------- | --------- | ---- |
| 1 | 팀 배틀코믹스             | 2017.02.23~2017.05.28 | CK        |      |
| 2 | 콩두 몬스터               | 2017.11.19~2018.10.28 | LCK       |      |
| 3 | VSG                       | 2018.12.12~2019.01.15 | CK        |      |
| 4 | 1907 페네르바흐체 e스포츠 | 2019.05.17~2019.07.30 | TCL       |      |
| 5 | 카붐! e스포츠             | 2019.12.11~2020.05.27 | CBLOL     |      |
| 6 | 페인 게이밍               | 2020.05.27~2020.10.13 | CBLOL     |      |
| 7 | 언데드 게이밍             | 2021.01.15~2021.12.09 |           |      |
| 8 | 카붐! e스포츠             | 2021.12.09~           | CBLOL     |      |

## 수상 내역
- 서킷 브라질리언 리그 오브 레전드 2020 스플릿 1 우승